# Шевяков, Лев Дмитриевич

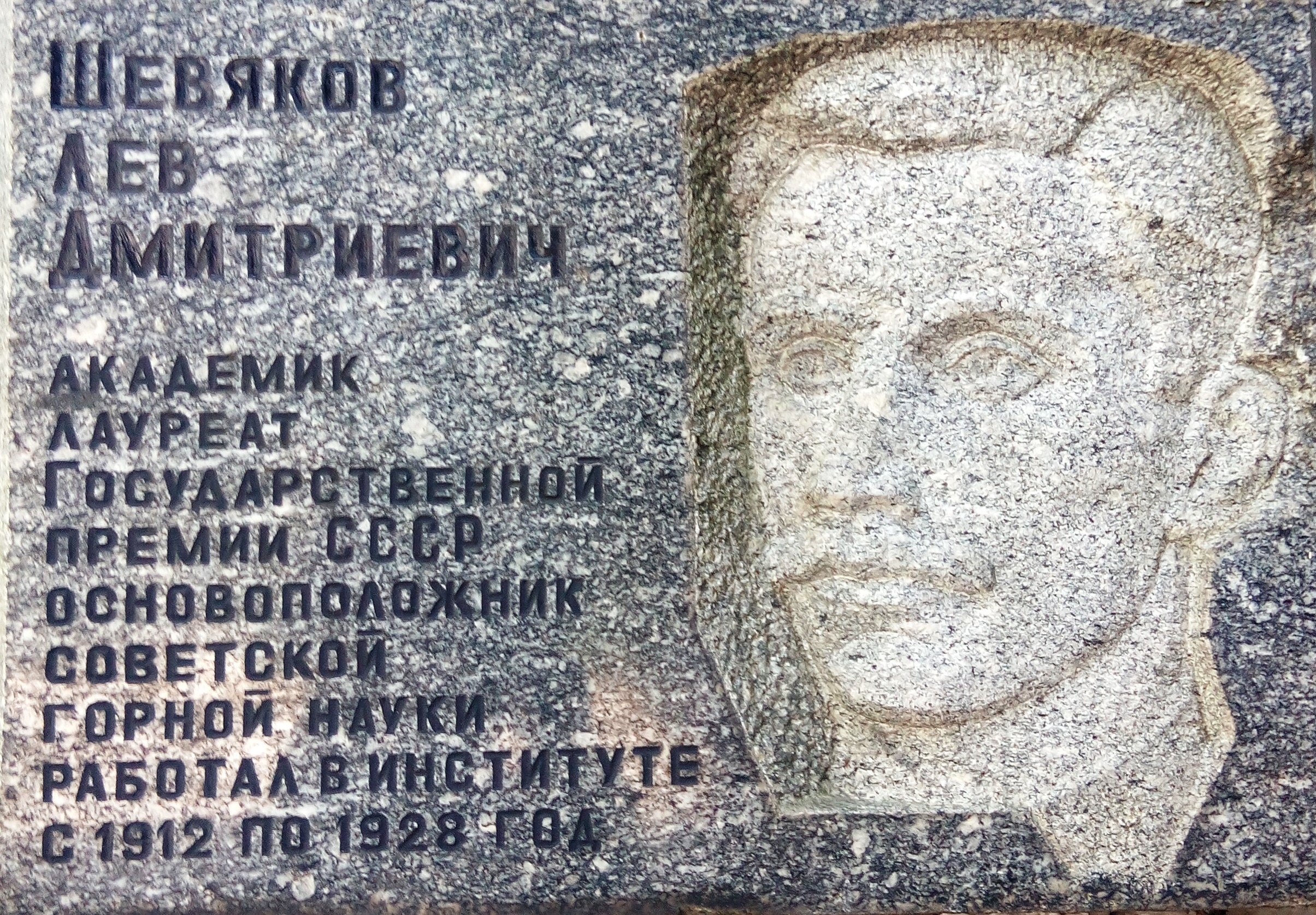
Барельеф Шевякову Л. Д. перед центральным корпусом НТУ «Днепровская политехника»

Лев Дмитриевич Шевяков (3 [15] января 1889, Ветлуга — 3 июля 1963, Москва) — советский учёный в области горного дела, академик АН СССР.

## Биография
Родился 3 [15] января 1889 в городе Ветлуга (ныне Нижегородская область в семье мелкого торговца.
Окончил Нижегородское реальное училище. Высшее образование получил в Екатеринославском горном институте, который окончил в 1912 году.
С 1913 года работал ассистентом, а потом доцентом кафедры горного института.
В 1919 году защиитил диссертацию: «Вскрытие месторождений каменных углей». Получил степень адъюнкта, через год по конкурсу занимает должность профессора. В 1922 году становится руководителем кафедры горного искусства Днепропетровского горного института. В Днепропетровске он ведёт исследования по применению расчётно-аналитического метода для практических задач горного дела, занимается организационной и педагогической деятельностью.
В 1925 году командирован с другими специалистами изучать горную технику в Германии, США и Англии.
В 1929 году он становится профессором Томского технологического института и консультантом Сибирского филиала проектного института «Гипрошахт». В 1927—1934 годах принимал участие в составлении «Технической энциклопедии» в 26-и томах под редакцией Л. К. Мартенса, автор статей по тематике «горное дело».
С 1932 по 1944 год работает профессором Свердловского горного института, с 1944 по 1950 год — заведующим кафедрой разработки пластовых месторождений в Московском горном институте (сейчас — Горный институт НИТУ «МИСиС»).
Умер 3 июля 1963 года. Похоронен в Москве на Новодевичьем кладбище (участок № 1, 47 ряд).

## Награды
- Сталинская премия 1-й степени (10 апреля 1942) — за работу «О развитии народного хозяйства Урала в условиях войны»;
- дважды Орден Ленина (в том числе 27 января 1959);
- дважды Орден Трудового Красного Знамени (в том числе 10 июня 1945);
- медали;
- Знак «Шахтёрская слава» 1-й степени.

## Научная деятельность
Внёс вклад в развитие добычи полезных ископаемых в Донецком угольном бассейне и Криворожском железорудном бассейне. Совместно с академиками А. А. Скочинским и А. М. Терпигоревым создал советскую научную школу учёных-горняков.
Автор более 300 научных и научно-технических работ.
В 1928 году у него вышла книга «Разработка месторождений полезных ископаемых», которая сразу стала учебным пособием для горных вузов.
- доктор технических наук (1935)
- В 1936 году стал членом группы горного дела при отделении технических наук.
- действительный член АН СССР (1939)
- В 1958 году выходит монография «Основы теории проектирования угольных шахт».